# Abdij Santa Maria Maddalena in Armillis

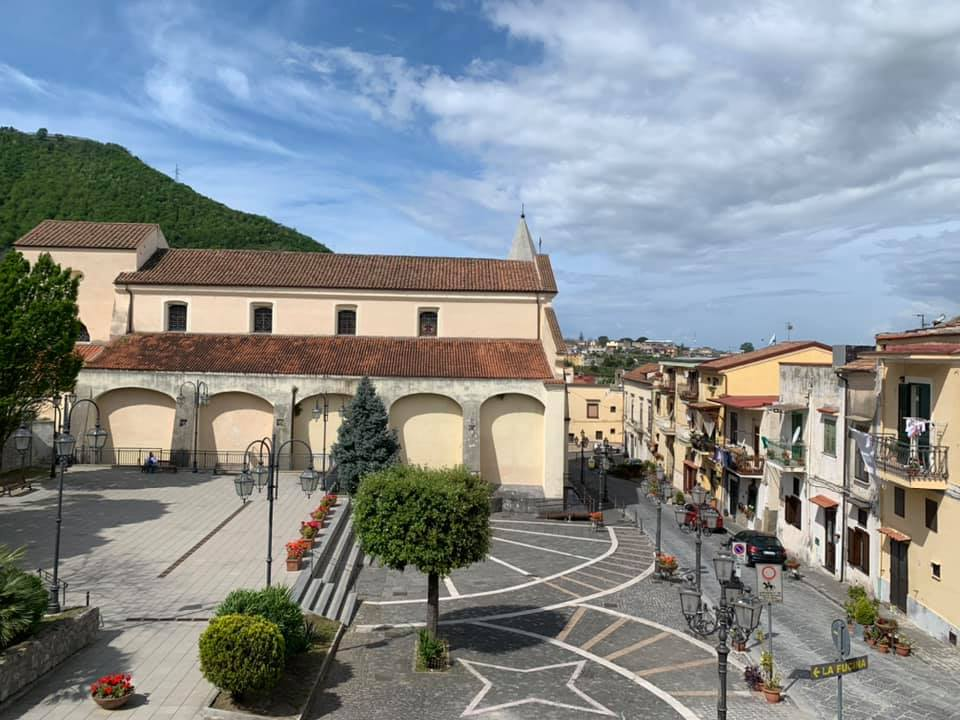
Voormalige abdij Santa Maria Maddalena in Armillis nabij Salerno

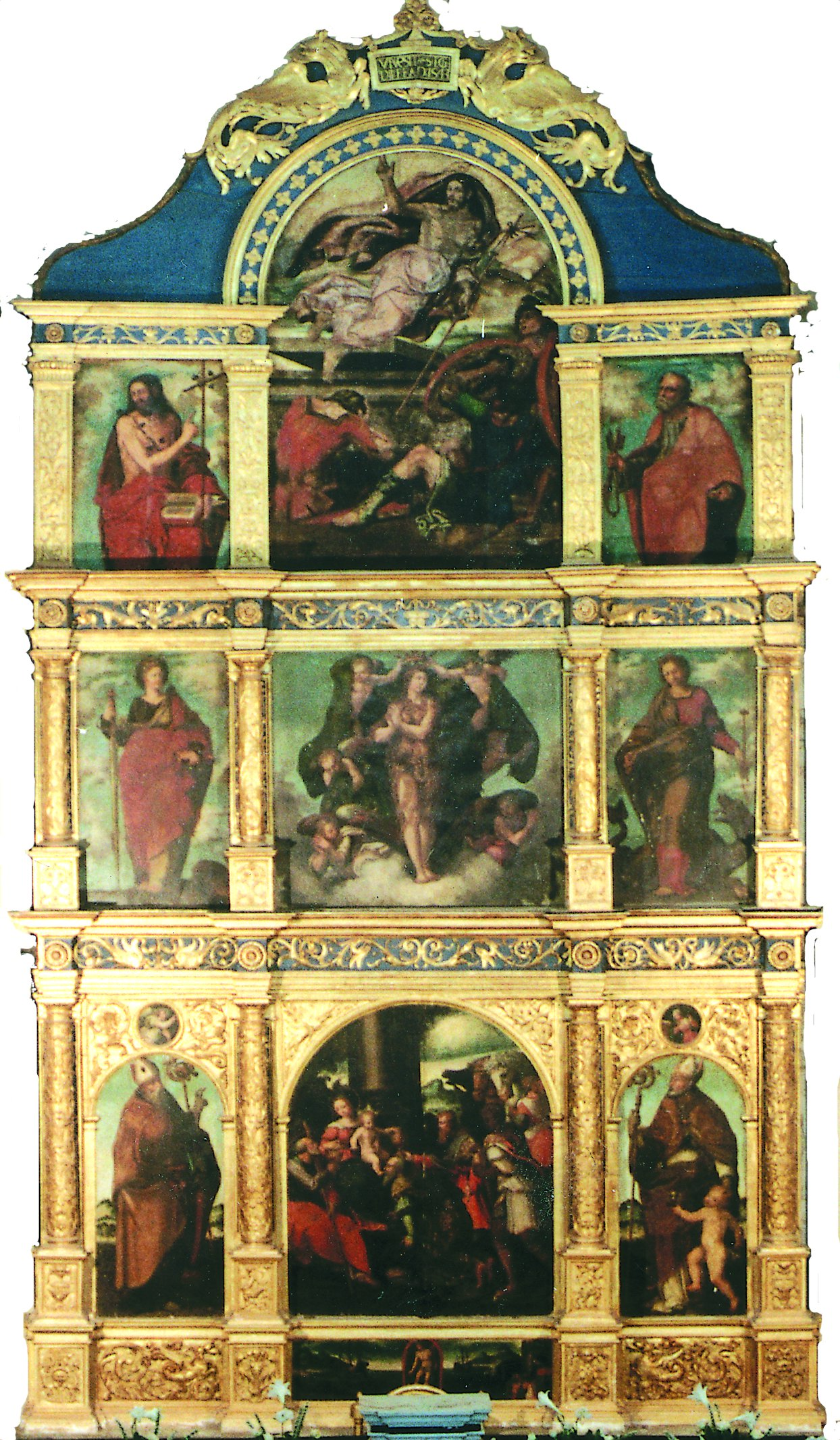
Hoofdaltaar. Midden centraal: Maria Magdalena predikt in de Provence. Links onder: Egidius de Eremiet als abt.

De Abdij Santa Maria Maddalena in Armillis (12e eeuw – 20e eeuw) was een Benedictijnenabdij in Sant’Egidio del Monte Albino in de Italiaanse regio Campanië. De voormalige abdij lag in het bisdom Nocera Inferiore-Sarno. 

## Historiek

### Voor de 12e eeuw
Op deze plek stond in circa 1e eeuw v.Chr. en 1e eeuw een Romeinse woning. De heuvel had de naam Albinus, wat later in de naam van de gemeente terugkwam.
In de loop van de 8e en 9e eeuw leefde er een kleine gemeenschap van Benedictijnse kluizenaars. De patroonheilige was de heilige Egidius de Eremiet.

### 12e eeuw – 20e eeuw
Giordano, vorst van het Longobardische prinsdom Capua, stichtte in 1113 een klooster toegewijd aan de heilige Egidius. De Benedictijnen betrokken het convent. Het convent was afhankelijk van de abdij van San Trifone in Ravello.
In 1438 werd de moederabdij verwoest door troepen van Alfonso V, koning van Aragon, in zijn greep naar de troon van het koninkrijk Napels. Als gevolg werd het convent op de heuvel Albinus verheven tot abdij met de dubbele naam van de patroonheiligen Egidius en Maria Magdalena. Uit dit tijdperk zijn fresco’s bewaard gebleven.
De actuele versie van het abdijcomplex werd gebouwd in de 16e eeuw. In de jaren 1506-1542 werd de abdij herbouwd, tezamen met een grote abdijkerk. Als enige beschermheilige bleef Maria Magdalena verder bestaan. In de loop van de 17e eeuw werd de abdij geleid door abten die kerkelijke ambten elders bekleedden: bisschoppen en kardinalen. In deze periode verwierf de abdij kerkschatten zoals schilderijen van Francesco Solimena en andere meesters. Ook het abtenpaleis dateert van de 16e eeuw.
In de loop van de 19e eeuw werd het grondgebied van de abdij geprivatiseerd en zijn gebouwen zoals het abtenpaleis verkocht. 
In 1980 bracht een aardbeving schade toe aan de abdijkerk. Met het overlijden van abt Natalino Terracciano (1920-1993) hield de abdij op te bestaan.

### Nadien
Sinds eind 20e eeuw doet de kerk dienst als parochiekerk voor Sant’Egidio del Monte Albino.

## Enkele abten
- Leo, eerste abt en abt van San Trifone in Ravello (11e eeuw)
- Brusco Giacomo, bouwde de abdijkerk (16e eeuw)
- Ascanio Filomarino, kardinaal-aartsbisschop van Napels (17e eeuw)
- Giuseppe Renato Imperiali, kardinaal (18e eeuw)
- Natalino Terracciano, laatste abt (20e eeuw)